# Regne de Kanem-Bornu
El regne de Kanem-Bornu fou un estat successor de l'Imperi de Kanem i regit per la mateixa dinastia. Fou el període entre l'imperi de Kanem ple i centrat a la regió de Kanem, i el període del sultanat de Bornu centrat a Bornu. El regne de Kanem-Bornu va estar inicialment centrat a Bornu però va retornar en alguns moments a Kanem i la seva dinastia era originària de Kanem i per això el seu doble nom.

## Història
Els kanuris de Kanem, derrotats pels bulales i expulsats del Kanem entre 1376 i 1388, es van desplaçar a l'oest del llac Txad. Durant prop d'un segle van governar alguns territoris però sense unitat, fins que vers el 1470 el mai Ali Gazi va unificar la dinastia regnant, va consolidar els seus dominis i va fundar l'estat de Bornu, amb capital a Birni N'gazargamu, a la riba del riu Yo. Ali Gazi va regnar fins a finals de segle i va enfortir l'estat que se sentia prou fort per passar a l'ofensiva contra els bulales que dominaven Kanem als que va atacar en alguna expedició; el va succeir el seu fill Idris II Katakarnabi que va seguir l'ofensiva i vers el 1507 va conquerir l'antiga capital N'jimi, Nijmi o N'jimi, va sotmetre als bulales i l'antic Kanem va esdevenir una província del regne, però la capital no es va modificar i va restar al Bornu i un khalifa (delegat) es va instal·lar a N'jimi. Els sobirans es continuaven titulant "mai".
Al segle xvi hi va haver alguns mais especialment capacitats com Mohammad (1526-1545 o 1515-1538, Dunama VI (1546-1563 o 1539-1557) i Abdullah III (1563-1573 o 1557-1564), que van engrandir el regne, ajudats després per la desaparició de l'Imperi Songhai (el seu rival al Sàhara occidental) davant els marroquin sdesprés de la batalla de Tondibi. El sobirà més important fou Idris III Alaoma (1580-1602) que va portar les seves tropes fins a Kano i va sotmetre al sultà de l'Aïr i als tubus; va haver de dirigir cinc expedicions contra els bulales revoltats i encara que els va derrotar aquestes lluites van afeblir el regne. Després del seu regnat els bulales es van independitzar altre cop per ser ràpidament sotmesos pels tunjurs vinguts de la Regió d'Ouaddaï, i van emigrar a la regió de Bahr al-Ghazal i més tard van retornar al Fitri d'on havien vingut; però en general van seguir dos segles de certa pau, encara que a mitjan segle xvii els tuaregs i els kawararafa van atacar la capital però sense èxit; al final del segle xvii els tunjur foren derrotats i van esdevenir tributaris de Bornu, i el seu cap, amb residència a Mao, va agafar el títol d'alifa (delegat). Es coneixen diverses fams al segle xvii i XVIII, una de les quals va durar set anys. A la segona meitat del segle xviii el sultà Muhammad II al-Amin de Baguirmi (1749-1784) va conquerir una part del Kanem.

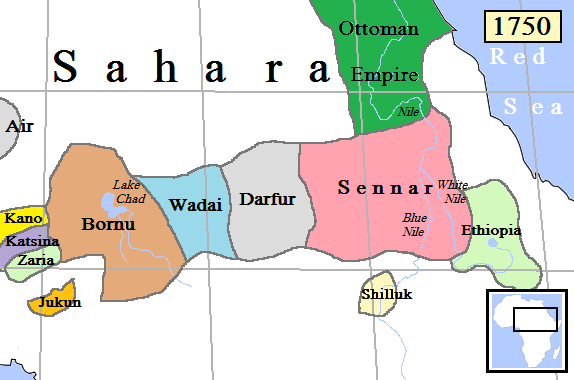
Mapa vers 1750-1800

Al segle xix la guerra fulani a l'oest, va tenir repercussions a Bornu, i el domini sobre els estats hausses (entre Bornu i Sokoto) va ser disputada. El 1808 els fulanis del país, reunits a Gujba, van derrotar el mai Ahmad ibn Ali i van saquejar la capital Birni N'gazargamu. Un dels caps vencedors va fundar la ciutat i emirat de Katagum amb el nom de Sarkin Bornu. Ahmad va fugir al Kanem on va demanar ajut al notable cap local Muhammad al-Amin al-Kanemi, que gaudia de gran prestigi pels seus viatges i els seus coneixements. Muhammad va restablir efímerament a Ahmad però aquest va morir al cap de molt poc; els fulanis, temporalment rebutjats, van retornar a la seva mort, i el fill i successor Dunama IX Lefiami va demanar altre cop ajut a al-Kanemi.
Muhammad va vèncer als fulanis i a Baguirmi i va restaurar a Dunama com a sobirà del Bornu, però després va mantenir nominalment la dinastia com a sobirana del Kanem-Bornu, mentre ell mateix es va instal·lar a Kukawa com a verdader sobirà del país, sent el verdader poder a l'ombra de l'estat; el 1822 al-Kanemi va rebre la visita de l'explorador Denham; el 1826 va intentar restablir l'autoritat del Bornu-Kanem sobre els estats hausses sense gaire èxit, i finalment, derrotat, va morir vers el 1837. El va succeir el seu fill gran Umar, que va concertar la pau amb els fulanis. Durant les negociacions el sobirà de Bornu i Kanem, Ibrahim IV de Kanem va intentar obtenir l'ajut del Sultanat d'Ouadai per expulsar els kanemites però el complot va fracassar i Ibrahim fou executat (1846) i el seu fill Ali IV Dalatumi va morir en combat; llavors Umar Shehu va agafar de iure el títol que ja tenia de facto, el de sobirà de Bornu (Bornu-Kanem); oficialment el títol adoptat fou el de Shehu (xeic) i va establir la dinastia Kanembu amb seu a Kukawa
Per la història posterior vegeu: Sultanat de Bornu

## Dinastia Sayfawa de Bornu
- Said 	1387–1388[1]
- Kaday II 	1388–1389
- Bir III 	1389-1421
- Othman III 	1421-1422
- Dunama III 	1422-1424
- Abdullah III 	1424-1431
- Ibrahim II 	1431-1439
- Kaday III 	1439-1440
- Dunama V 	1440-1444
- Mohammed II 	1444
- Amr 	 1444-1445
- Mohammed III 	1445-1449
- Ghazi 	 1449-1454
- Othman IV 	1454-1459
- Omar II 	1459-1460
- Mohammed IV 	1460-1465
- Ali Gazi 	1465-1497
- Idris II 	1497-1515
- Mohammed V 	1515-1538
- Ali I 	 1538-1539
- Dunama VI 	1539-1557
- Abdullah III 	1557-1564
- Idris III Alooma 	1564-1596
- Mohammed VI Bukalmarami 	1603-1618
- Ibrahim III 	1618-1625
- Hadj Omar 	1619-1639
- Ali II 	1639-1677
- Idris IV 	1677-1697
- Dunama VII 	1699-1726
- Hadj Hamdan 	1726-1731
- Mohammed VII 	1731-1747
- Dunama VIII Gana 	1747-1750
- Ali III 	1750-1791
- Ahmad 	 1791-1808
- Dunama IX Lefiami 	1808-1811
- Mohammed VIII 	1811-1814
- Dunama IX Lefiami (segona vegada) 	1814-1817
- Ibrahim IV 1817-1846
- Ali IV Dalatumi 	1846
- Dinastia Kanembu (sultans de Bornu) 1846